# Wandlitz
Wandlitz település Németországban, azon belül Brandenburgban. Lakosainak száma 24 363 fő (2023. december 31.). Wandlitz Mühlenbecker Land, Marienwerder és Biesenthal községekkel határos.

## Népesség
A település népességének változása:
| Lakosok száma | 22 585 | 22 937 | 23 657 | 24 104 | 24 363 |
|               | 2017   | 2019   | 2021   | 2022   | 2023   |